# Jordan League 2024/25
Die Jordan League 2024/25, auch bekannt als The Jordanian Pro League, war die 72. Spielzeit der höchsten jordanischen Fußballliga seit ihrer Gründung im Jahr 1944. Ausgetragen wurde der Wettbewerb vom jordanischen Fußballverband. An der Liga nahmen zwölf Mannschaften teil. Die Saison begann am 8. August 2024 und endete am 3. Mai 2025. Titelverteidiger war der Al-Hussein SC.

## Mannschaften
| Mannschaft         | Standort               | Stadion                                | Kapazität |
| ------------------ | ---------------------- | -------------------------------------- | --------- |
| Al-Ahli SC         | Amman                  | Petra Stadium                          | 6.000     |
| al-Faisaly         | Amman                  | Amman International Stadium            | 17.619    |
| Al-Hussein SC      | Irbid                  | Stadion Al-Hasan                       | 12.000    |
| Al-Jazeera (N)     | Amman                  | Amman International Stadium            | 17.619    |
| Al-Ramtha SC       | Ar-Ramtha              | Stadion Al-Hasan                       | 12.000    |
| Al-Salt SC         | Salt                   | Prince Hussein Bin Abdullah II Stadium | 7.500     |
| Al-Sareeh SC (N)   | Irbid                  | Stadion Al-Hasan                       | 12.000    |
| al-Wihdat          | Amman                  | King Abdullah II Stadium               | 13.000    |
| Ma'an SC           | Maʿan                  | Princess Haya Stadium                  | 1.000     |
| Mgaear al-Sarhan   | Gouvernement al-Mafraq | Prinz-Mohammed-Stadion                 | 15.000    |
| Shabab al-Aqaba SC | Akaba                  | Al-Aqaba Stadium                       | 3.800     |
| Shabab al-Ordon    | Amman                  | King Abdullah II Stadium               | 13.000    |

## Ausländische Spieler
Stand: Saisonende 2024/25
| Mannschaft         | Spieler 1             | Spieler 2              | Spieler 3              | Spieler 4               | Ehemalige Spieler |
| ------------------ | --------------------- | ---------------------- | ---------------------- | ----------------------- | --- |
| Al-Ahli SC         | Leighton McIntosh     |                        |                        |                         | Hamada Maraaba Wildson Índio Abdulrhman Wishah Vivien Assie Koua Omar Sabbagh Islam Pekov Azamat Ataev Vadim Abidokov |
| al-Faisaly         | Amadou Moutari        | Cheick Traoré          | Mohamed Amine Hamrouni |                         | Tamer Seyam Mus'ab Al-Batat Mohamad Rihanieh Simon Diédhiou Mamudo Moro                                               |
| Al-Hussein SC      | Abdou Aziz Ndiaye     | Ítalo Silva            | Abdul Ajagun           | Romaneli                | Jacques Thémopelé |
| Al-Jazeera         | Mohammed Sandouqa     | Wajdi Nabhan           | Amr Marei              | Mostafa Moawad          | Waleed Bahar Mohammed Ayob Diego Calderón Leonardo Paiva                                                              |
| Al-Ramtha SC       |                       |                        |                        |                         | Yousef Mohammad |
| Al-Salt SC         | Mounir Ait L'Hadi     | Guy Olivier N'Diaye    | Mamadou Ndioko Niass   | Abdallah Al-Shami       | Ahmed Shamsaldin Qais Al-Hattab Ziri Hammar                                                                           |
| Al-Sareeh SC       | Ali Zakaria           | Aiman Akil             | Nour Zamen Zammouri    | Bopunga Botuli          | Sameh Maraaba Abderraouf Alouaoui                                                                                     |
| al-Wihdat          | Ousseynou Guèye       | Joseph Guédé Gnadou    | Abdul-Halik Hudu       |                         | Marouane Afallah Alain Akono Ichaka Diarra                                                                            |
| Ma'an SC           | Anoust James Innocent | Bilal Soufi            | Souleymane Traoré      | Walid Athmani           | Abdelmalek Meftahi Mouhamed Fall Ali Al-Masri Khuda Muyaba                                                            |
| Mgaear al-Sarhan   |                       |                        |                        |                         | Samer Khankan Suba Al-Hamawi                                                                                          |
| Shabab al-Aqaba SC | Abdou Rafikou Atakora | Abdoulahakim Aboubakar | Muntala Saeed          | Abdul Rahman Al-Hussein | Amadou Sane Mohamed Ely                                                                                               |
| Shabab al-Ordon    |                       |                        |                        |                         | Abdelmalek Meftahi |

## Tabellen

### Abschlusstabelle
Stand: Saisonende 2024/25
| Pl. | Verein             | Sp. | S  | U  | N  | Tore    | Diff. | Punkte |
| --- | ------------------ | --- | -- | -- | -- | ------- | ----- | ------ |
| 1.  | Al-Hussein SC (M)  | 22  | 16 | 5  | 1  | 053:150 | +38   | 53     |
| 2.  | al-Wihdat          | 22  | 16 | 4  | 2  | 047:180 | +29   | 52     |
| 3.  | al-Faisaly         | 22  | 9  | 12 | 1  | 030:160 | +14   | 39     |
| 4.  | Al-Ramtha SC       | 22  | 9  | 6  | 7  | 026:230 | +3    | 33     |
| 5.  | Al-Salt SC         | 22  | 9  | 5  | 8  | 024:210 | +3    | 32     |
| 6.  | Al-Jazeera (N)     | 22  | 8  | 6  | 8  | 033:290 | +4    | 30     |
| 7.  | Al-Ahli SC         | 22  | 7  | 5  | 10 | 024:320 | −8    | 26     |
| 8.  | Shabab al-Ordon    | 22  | 7  | 4  | 11 | 028:330 | −5    | 25     |
| 9.  | Al-Sareeh SC (N)   | 22  | 4  | 9  | 9  | 026:330 | −7    | 21     |
| 10. | Shabab al-Aqaba SC | 22  | 5  | 5  | 12 | 023:470 | −24   | 20     |
| 11. | Ma'an SC           | 22  | 5  | 3  | 14 | 020:390 | −19   | 18     |
| 12. | Mgaear al-Sarhan   | 22  | 3  | 4  | 15 | 016:440 | −28   | 13     |

| Zum Saisonende 2024/25:                                                                       |
| Jordanischer Meister und Teilnahme an der AFC Champions League Two Abstieg in die zweite Liga |

| Zum Saisonende 2023/24: |                                                           |
| (M)                     | Amtierender Meister: Al-Hussein SC                        |
| (N)                     | Aufsteiger aus der zweiten Liga: Al-Jazeera, Al-Sareeh SC |

### Heimtabelle
| Pl. | Verein             | Sp. | S | U | N | Tore    | Diff. | Punkte |
| --- | ------------------ | --- | - | - | - | ------- | ----- | ------ |
| 1.  | Al-Hussein SC      | 11  | 8 | 3 | 0 | 026:500 | +21   | 27     |
| 2.  | al-Wihdat          | 11  | 8 | 3 | 0 | 024:110 | +13   | 27     |
| 3.  | al-Faisaly         | 11  | 6 | 5 | 0 | 020:100 | +10   | 23     |
| 4.  | Al-Jazeera         | 11  | 6 | 2 | 3 | 024:160 | +8    | 20     |
| 5.  | Al-Salt SC         | 11  | 6 | 2 | 3 | 015:100 | +5    | 20     |
| 6.  | Shabab al-Ordon    | 11  | 5 | 2 | 4 | 016:170 | −1    | 17     |
| 7.  | Al-Sareeh SC       | 11  | 3 | 5 | 3 | 014:140 | ±0    | 14     |
| 8.  | Al-Ahli SC         | 11  | 4 | 2 | 5 | 013:140 | −1    | 14     |
| 9.  | Al-Ramtha SC       | 11  | 4 | 2 | 5 | 009:130 | −4    | 14     |
| 10. | Ma'an SC           | 11  | 3 | 3 | 5 | 011:170 | −6    | 12     |
| 11. | Shabab al-Aqaba SC | 11  | 2 | 3 | 6 | 008:180 | −10   | 09     |
| 12. | Mgaear al-Sarhan   | 11  | 1 | 2 | 8 | 006:190 | −13   | 05     |

### Auswärtstabelle
| Pl. | Verein             | Sp. | S | U | N | Tore    | Diff. | Punkte |
| --- | ------------------ | --- | - | - | - | ------- | ----- | ------ |
| 1.  | Al-Hussein SC      | 11  | 8 | 2 | 1 | 027:100 | +17   | 26     |
| 2.  | al-Wihdat          | 11  | 8 | 1 | 2 | 023:700 | +16   | 25     |
| 3.  | Al-Ramtha SC       | 11  | 5 | 4 | 2 | 017:100 | +7    | 19     |
| 4.  | al-Faisaly         | 11  | 3 | 7 | 1 | 010:600 | +4    | 16     |
| 5.  | Al-Salt SC         | 11  | 3 | 3 | 5 | 009:110 | −2    | 12     |
| 6.  | Al-Ahli SC         | 11  | 3 | 3 | 5 | 011:180 | −7    | 12     |
| 7.  | Shabab al-Aqaba SC | 11  | 3 | 2 | 6 | 015:290 | −14   | 11     |
| 8.  | Al-Jazeera         | 11  | 2 | 4 | 5 | 009:130 | −4    | 10     |
| 9.  | Shabab al-Ordon    | 11  | 2 | 2 | 7 | 011:160 | −5    | 08     |
| 10. | Mgaear al-Sarhan   | 11  | 2 | 2 | 7 | 010:250 | −15   | 08     |
| 11. | Al-Sareeh SC       | 11  | 1 | 4 | 6 | 012:190 | −7    | 07     |
| 12. | Ma'an SC           | 11  | 2 | 0 | 9 | 009:220 | −13   | 06     |

## Ergebnisse
Die Kreuztabelle stellt die Ergebnisse aller Spiele dieser Saison dar. Die Heimmannschaft ist in der linken Spalte, die Gastmannschaft in der oberen Zeile aufgelistet.
| Saison 2024/25     | AHL | AAQ | AFA | AHU | AJA | ARA | ASA | SAR | AWI | MAA | MAS | SAO |
| ------------------ | --- | --- | --- | --- | --- | --- | --- | --- | --- | --- | --- | --- |
| Al-Ahli SC         |     | 0:1 | 1:2 | 0:2 | 1:0 | 0:1 | 2:0 | 3:3 | 0:2 | 0:1 | 3:1 | 3:2 |
| Shabab al-Aqaba SC | 1:3 |     | 0:0 | 1:3 | 1:1 | 0:2 | 2:0 | 2:1 | 0:4 | 0:2 | 0:1 | 1:1 |
| al-Faisaly         | 1:1 | 3:1 |     | 1:1 | 2:2 | 1:0 | 1:1 | 1:1 | 1:0 | 3:1 | 3:0 | 3:2 |
| Al-Hussein SC      | 5:0 | 6:0 | 1:0 |     | 2:0 | 1:1 | 1:1 | 1:1 | 3:1 | 1:0 | 3:0 | 2:1 |
| Al-Jazeera         | 2:1 | 6:2 | 0:1 | 1:1 |     | 2:3 | 2:0 | 1:0 | 1:2 | 4:2 | 3:3 | 2:1 |
| Al-Ramtha SC       | 1:2 | 0:0 | 0:0 | 1:2 | 0:3 |     | 0:1 | 2:1 | 0:4 | 1:0 | 3:0 | 1:0 |
| Al-Salt SC         | 2:0 | 1:2 | 1:1 | 0:2 | 1:0 | 3:2 |     | 0:0 | 0:2 | 4:0 | 1:0 | 2:1 |
| Al-Sareeh SC       | 1:1 | 5:1 | 0:0 | 1:5 | 2:2 | 1:2 | 0:0 |     | 1:3 | 2:0 | 0:0 | 1:0 |
| al-Wihdat          | 2:1 | 3:2 | 1:1 | 1:0 | 3:0 | 1:1 | 2:1 | 4:1 |     | 2:0 | 3:1 | 1:1 |
| Ma'an SC           | 1:2 | 3:2 | 0:0 | 1:4 | 0:0 | 1:1 | 1:0 | 3:2 | 0:2 |     | 1:3 | 0:1 |
| Mgaear al-Sarhan   | 0:0 | 1:2 | 1:4 | 1:2 | 0:1 | 0:4 | 0:1 | 0:1 | 1:1 | 2:1 |     | 0:2 |
| Shabab al-Ordon    | 2:0 | 1:3 | 1:1 | 1:4 | 1:0 | 0:0 | 0:4 | 2:1 | 0:2 | 3:1 | 5:1 |     |

## Torschützenliste
Stand: Saisonende 2024/25
| Platz | Spieler              | Mannschaft       | Tore |
| ----- | -------------------- | ---------------- | ---- |
| 1.    | Mohannad Semreen     | al-Wihdat        | 18   |
| 2.    | Mohammad Al-Eikish   | Al-Sareeh SC     | 14   |
| 3.    | Sisa                 | Al-Hussein SC    | 11   |
| 4.    | Ibrahim Sabra        | al-Wihdat        | 9    |
| 4.    | Mohammad Aburiziq    | Al-Salt SC       | 9    |
| 6.    | Reziq Bani Hani      | Al-Hussein SC    | 8    |
| 6.    | Ousseynou Gueye      | al-Wihdat        | 8    |
| 8.    | Ahmad Al-Harahsha    | Mgaear al-Sarhan | 7    |
| 9.    | Amadou Moutari       | al-Faisaly       | 6    |
| 9.    | Ahmed Ersan          | al-Faisaly       | 6    |
| 9.    | Majdi Al-Attar       | Al-Hussein SC    | 6    |
| 9.    | Khaled Assam         | Shabab al-Ordon  | 6    |
| 9.    | Mamadou Ndioko Niass | Al-Salt SC       | 6    |

## Weiße Weste (Clean Sheets)
Stand: Saisonende 2024/25
| Platz | Spieler               | Mannschaft         | Clean sheets |
| ----- | --------------------- | ------------------ | ------------ |
| 1.    | Mohammed Al-Emwase    | Al-Salt SC         | 8            |
| 1.    | Yazeed Abulaila       | Al-Hussein SC      | 8            |
| 1.    | Malek Shalabiya       | Al-Ramtha SC       | 8            |
| 4.    | Abdullah Al-Zoubi     | Al-Sareeh SC       | 7            |
| 4.    | Noureddin Bani Attiah | al-Faisaly         | 7            |
| 6.    | Abdallah Al-Fakhouri  | al-Wihdat          | 6            |
| 7.    | Rasheed Rafeed        | Shabab al-Ordon    | 5            |
| 8.    | Qutaiba Da'asan       | Al-Jazeera         | 4            |
| 8.    | Asil Al Sayaheen      | Shabab al-Aqaba SC | 4            |
| 8.    | Rabie Ezzeldeen       | Al-Ahli SC         | 4            |
| 8.    | Waleed Ibrahim        | Ma'an SC           | 4            |